# Kontraktmanagement
Kontraktmanagement ist ein zentrales Instrument der Ergebnissteuerung in öffentlichen Verwaltungen im Rahmen der Verwaltungsreform nach dem NSM (Neues Steuerungsmodell).

## Einordnung des Kontraktmanagements
Kontraktmanagement spielt beim Aufbau einer unternehmensähnlichen, dezentralen Führungs- und Organisationsstruktur in öffentlichen Verwaltungen eine entscheidende Rolle. Kontraktmanagement ist ein Steuerungs- und Planungsinstrument, bei dem zwischen der Leitung einer Organisationseinheit und der Leitung einer operativen Ebene Absprachen über die zu erbringenden Leistungen, die dafür zur Verfügung gestellten Ressourcen und die Art der Berichterstattung über das Ergebnis getroffen werden. Die Kommunale Gemeinschaftsstelle für Verwaltungsmanagement (KGSt) empfiehlt in dem Bericht "Kontraktmanagement: Steuerung über Zielvereinbarungen", die bisherige Steuerung der Kommunalverwaltung über Einzelanweisungen und hierarchische Eingriffe durch eine Steuerung über Zielvereinbarungen (Kontraktmanagement) abzulösen.

## Definition und Inhalte
Ein Kontrakt ist eine schriftliche Absprache zwischen zwei Partnern über in einem definierten Zeitraum zu erreichende Ergebnisse mit einem festgelegten Budget. Aus dieser Definition leiten sich unverzichtbare Kontraktinhalte ab:
- die Operationalisierung der zu erreichenden Ergebnisse in konkrete Maßnahmen
- die Festlegung von finanziellen Ressourcen
- die Angaben von Kennzahlen, Indikatoren zur Bewertung des erreichten Ergebnisses
- die Art und Weise und Häufigkeit der Berichterstattung
- Anreiz-, Sanktionierungs- und Eingriffsmöglichkeiten für Auftraggeber und Auftragnehmer

Die Steuerung über Zielvereinbarungen reicht vom produktorientierten Haushalt als Hauptkontrakt zwischen Politik und Verwaltung über den Fachbereichs- bzw. Amtskontrakt bis zu den mit den Mitarbeiterinnen und Mitarbeitern in Zielvereinbarungsgesprächen vereinbarten Zielen. Die KGSt sieht in Kontrakten eine neue Art der Steuerung, Planung und des Controllings, bei dem zwischen verschiedenen Organisationseinheiten verbindliche Absprachen über einen bestimmten Zeitraum getroffen werden. Gesteuert wird nicht über Einzelanweisungen oder Einzeleingriffe, sondern auf Basis der Kontrakte „auf Abstand“. Im Rahmen der Delegation von Verantwortung an die Fachbereiche dient Kontraktmanagement dazu, die Steuerung der Gesamtverwaltung zu erhalten; dies umfasst auch die kommunalen Beteiligungen. Eine formalisierte Berichterstattung ermöglicht die Steuerung und Kontrolle der Zielerreichung. Kontraktmanagement ist das durchgängige Steuerungsprinzip einer im Sinne des Neuen Steuerungsmodells reformierten Kommunalverwaltung. Kontrakte besitzen demnach ein Zielelement (Steuerung über Zielvereinbarungen), ein Vereinbarungselement (statt Hierarchie) und ein Steuerungselement (Berichtswesen). Erst wenn diese drei Elemente systematisch miteinander verknüpft werden, kann eine Steuerung der Kommunalverwaltung über Kontraktmanagement gelingen.

## Ziele von Kontraktmanagement
Als wesentliche Ziele des Kontraktmanagements sind zu nennen:
- Balance herstellen zwischen dezentraler Verantwortung und zentraler Steuerung
- Stärkung der Verantwortung dezentraler Einheiten bei Sicherstellung einer zentralen Steuerung neuer Art
- Agieren statt Reagieren
- Transparenz über die zu erbringenden Leistungen
- Effektive Wahrnehmung der Steuerungsfunktion durch Politik und Verwaltungsspitze
- Steuerung des gesamten Ressourceneinsatzes
- Verändertes Verhalten der Beteiligten: neues Führungsverständnis, neue Art des Umgangs miteinander
- Synonym für eine neue Verwaltungskultur

## Rechtsverbindlichkeit von Kontrakten
Verwaltungsintern haben Kontrakte keine Rechtsverbindlichkeit. Externe Kontrakte zwischen Fachdiensten / Verwaltungsführung und privaten bzw. nichtöffentlichen Produzenten sind rechtsverbindliche Verträge, die sich aber ansonsten nicht von Kontrakten unterscheiden.